# Jesus Christ Superstar
Jesus Christ Superstar este o operă rock din 1970 realizată de Andrew Lloyd Webber și Tim Rice. Albumul constă într-o dramatizare muzicală a ultimei săptămâni din viața lui Isus Hristos de la intrarea Sa în Ierusalim până la Crucificare. Inițial, albumul a fost cenzurat de către BBC.
Subiectul albumului are la bază Evangheliile sinoptice dar și cartea lui Fulton J. Sheen, The Life of Christ, care compară toate cele patru Evanghelii. Cu toate acestea în centru se află relațiile dintre personajele principale, în special Isus, Iuda și Maria Magdalena. 
Albumul a ajuns până pe locul 1 în clasamentul Billboard în 1971.

## Tracklist

### Disc 1
1. "Overture" (3:56)
2. "Heaven on Their Minds" (4:21)
3. "What's The Buzz/Strange Thing Mystifying" (4:13)
4. "Everything's Alright" (5:14)
5. "This Jesus Must Die" (3:33)
6. "Hosanna" (2:08)
7. "Simon Zealotes/Poor Jerusalem" (4:47)
8. "Pilate's Dream" (1:26)
9. "The Temple" (4:40)
10. "Everything's Alright (reprise)" (0:34)
11. "I Don't Know How to Love Him" (3:36)
12. "Damned for All Time/Blood Money" (5:07)

### Disc 2
1. "The Last Supper" (7:06)
2. "Gethsemane (I Only Want to Say)" (5:32)
3. "The Arrest" (3:20)
4. "Peter's Denial" (1:27)
5. "Pilate and Christ/Hosanna (reprise)" (2:43)
6. "Herod's Song (Try It and See)" (3:00)
7. "Juda's Death" (4:14)
8. "Trial Before Pilate (including The Thirty-Nine Lashes)" (5:12)
9. "Superstar" (4:15)
10. "The Crucifixion" (4:01)
11. "John Nineteen: Forty-One" (2:04)

- Toate cântecele au fost scrise de Tim Rice (versuri) și Andrew Lloyd Webber (muzica).

## Single-uri
- "Superstar" (1969)
- "Everything's Alright" (1971)
- "I Don't Know How to Love Him" (1971)

## Personaje principale
- Ian Gillan - Isus Hristos
- Murray Head - Iuda Iscarioteanul
- Yvonne Elliman - Maria Magdalena
- Victor Brox - Caiafa
- Brian Keith - Ana
- John Gustafson - Pilat din Pont
- Paul Davis - Petru
- Mike d'Abo - Regele Herod

## Personaje secundare
- Annette Brox, Paul Raven, Pat Arnold, Tony Ashton, Madeline Bell, Lesley Duncan, Sue Jones-Davies

## Principalii muzicieni
- Neil Hubbard - chitară electrică
- Henry McCulloch - chitară electrică, chitară acustică
- Chris Mercer - saxofon tenor
- Peter Robinson - pian, pian electric, orgă
- Bruce Rowland - tobe, percuție
- Allan Spenner - chitară bas